# Rexford (Kansas)
Rexford – miasto w Stanach Zjednoczonych, w stanie Kansas, w hrabstwie Thomas.